# Acronychia laevis
Acronychia laevis là một loài thực vật có hoa trong họ Cửu lý hương. Loài này được J.R.Forst. & G.Forst. mô tả khoa học đầu tiên năm 1775.

## Hình ảnh

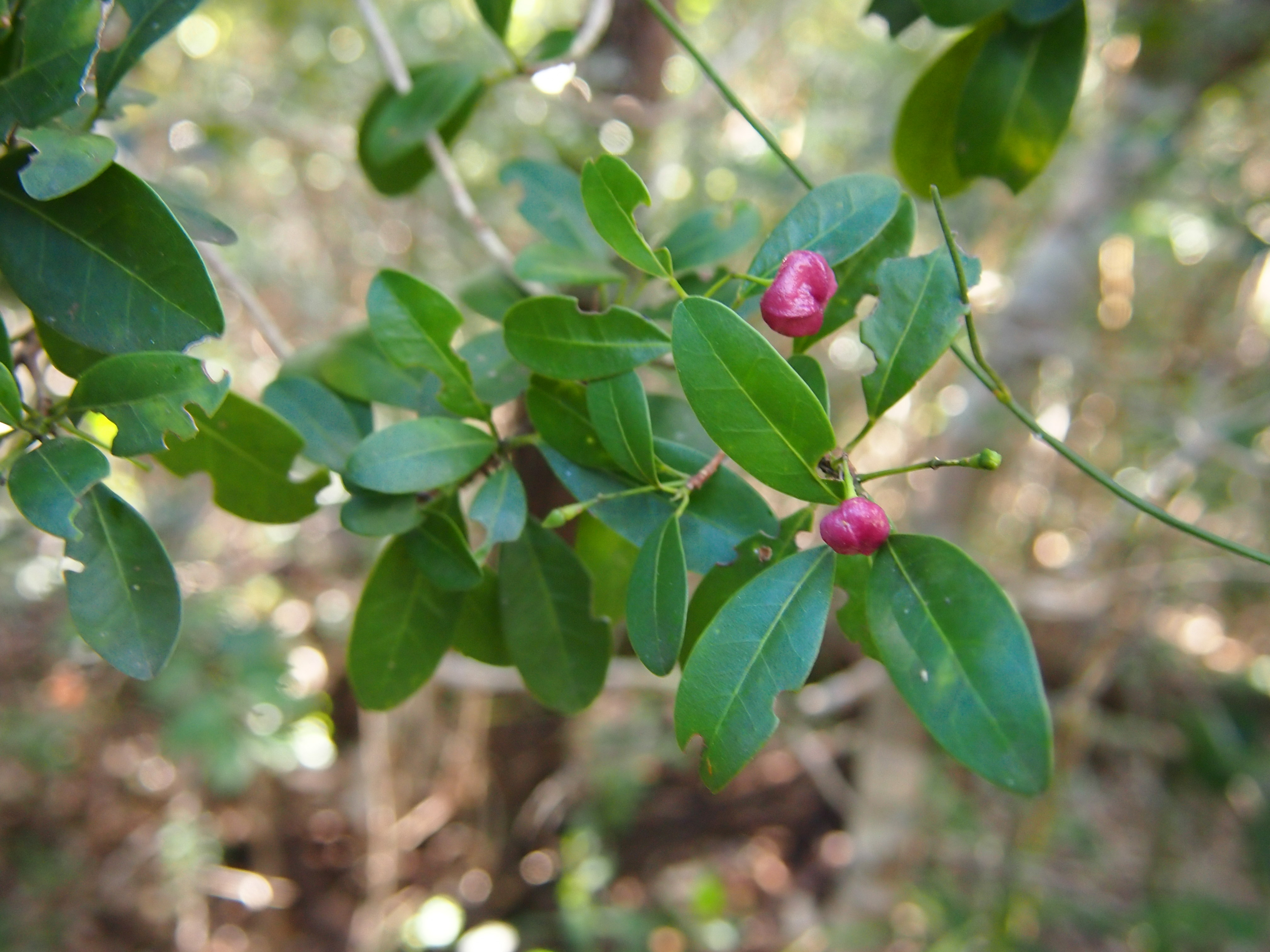
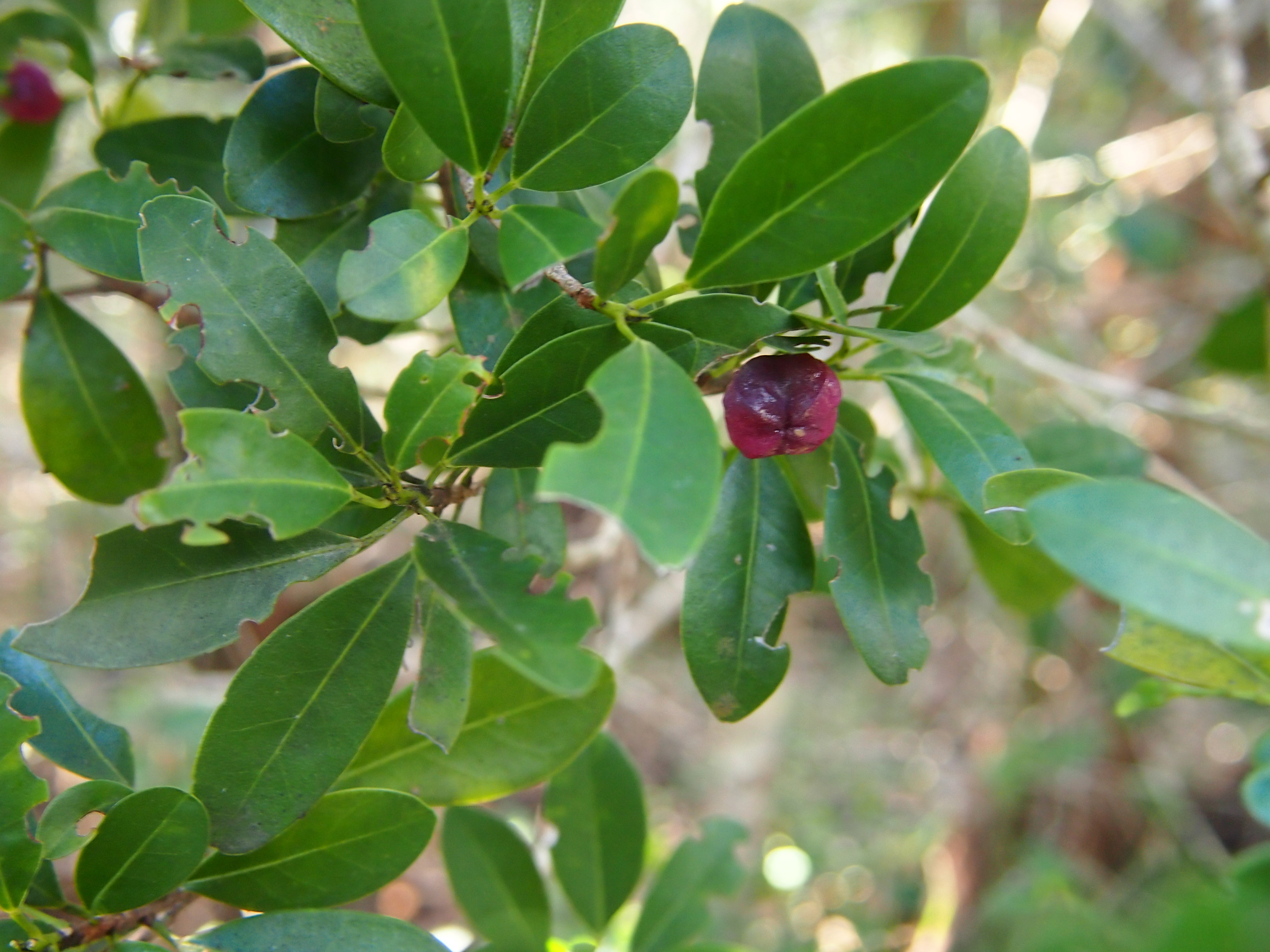
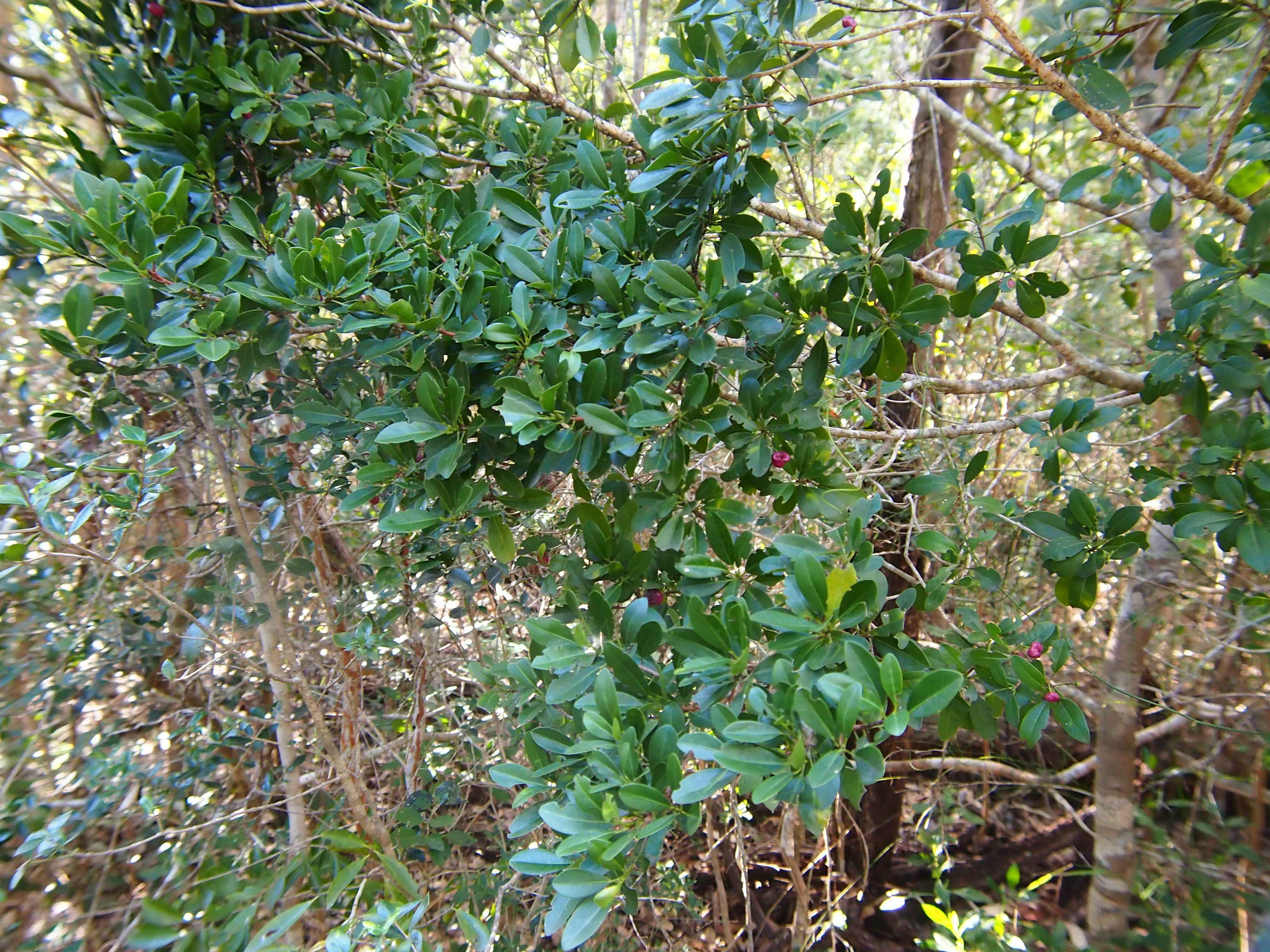